# Dhafnoúla (ort i Grekland)
Dhafnoúla (Dafnoula) är en ort i Grekland.   Den ligger i prefekturen Nomós Ileías och regionen Västra Grekland, i den södra delen av landet, 170 km väster om huvudstaden Aten. Dhafnoúla ligger 200 meter över havet och antalet invånare är 127.
Terrängen runt Dhafnoúla är kuperad.Runt Dhafnoúla är det glesbefolkat, med 9 invånare per kvadratkilometer. Närmaste större samhälle är Alífeira, 5,7 km söder om Dhafnoúla. 